# يو إف سي ليلة القتال: ديرن ضد يان
يو إف سي ليلة القتال: ديرن ضد يان (بالإنجليزية: UFC Fight Night: Dern vs. Yan) (المعروف أيضًا باسم يو إف سي ليلة القتال 211 ويو إف سي على إي إس بي إن+ 69 ويو إف سي فيغاس 61) هو حدث لفنون القتال المختلطة نظمته يو إف سي، وأُقيم في 1 أكتوبر 2022، على يو إف سي أبيكس في إنتربرايز، نيفادا، وهي جزء من منطقة لاس فيغاس الحضرية، الولايات المتحدة.